# Alexander Lang
Alexander Lang (* 24. September 1941 in Erfurt; † 31. Mai 2024 in Berlin) war ein deutscher Theaterregisseur und Schauspieler. Insbesondere mit seinen Klassiker-Inszenierungen am Deutschen Theater Berlin wurde er Anfang der 1980er-Jahre zu einem der bedeutendsten deutschen Schauspiel-Regisseure.

## Leben
Lang besuchte die Erfurter Humboldt-Schule, machte eine Lehre als Plakat- und Schriftmaler und arbeitete als Bühnentechniker. Von 1963 bis 1966 studierte er Schauspiel an der Staatlichen Schauspielschule in Berlin-Schöneweide, wo er 1966 in der Abschlussarbeit seines Studienjahrs, der Inszenierung von Peter Hacks’ Der Schuhu und die fliegende Prinzessin, mitwirkte. Anschließend holte ihn Wolfram Krempel ans Maxim-Gorki-Theater. 1967 wechselte Lang ans Berliner Ensemble und schließlich 1969 an das Deutsche Theater (DT), wo er bis 1986 blieb. Erste große Hauptrollen am DT waren der Ferdinand in Schillers Kabale und Liebe (1972), der Paul Bauch in Volker Brauns Die Kipper (1973), der Caliban in Shakespeares Der Sturm (1974) und die Titelrollen in Kleists Prinz Friedrich von Homburg (1975) und Heiner Müllers Philoktet (1977). 1983 spielte er den Faust in der monumentalen, nie vollendeten und damit zu einem Theaterskandal gewordenen Inszenierung des Faust II von Regisseur Friedo Solter.
In Film und Fernsehen war er nur gelegentlich zu sehen. Wichtige Hauptrollen waren Sunnys Affäre Ralph in Konrad Wolfs Solo Sunny (1980) und die Titelrolle in Peter Vogels Fernsehfilm Der Leutnant Yorck von Wartenburg (1981) nach der Erzählung von Stephan Hermlin.

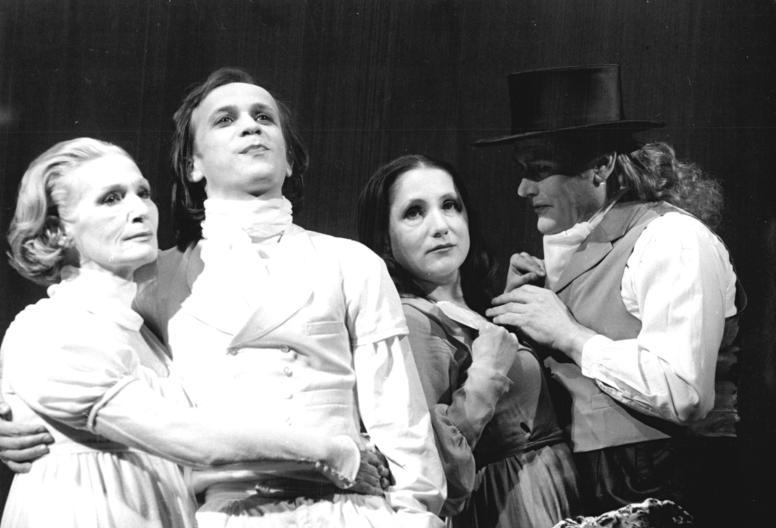
Inge Keller, Christian Grashof, Margit Bendokat und Günter Sonnenberg in Langs Inszenierung von Dantons Tod, 1981

Ende der 1970er-Jahre wechselte Lang zunehmend ins Regiefach. Seine eigenständige Regiehandschrift wurde erstmals in Heiner Müllers Philoktet auffällig. Nach dem Ausstieg der Regisseure Klaus Erforth und Alexander Stillmark brachten die Schauspieler Alexander Lang, Christian Grashof und Roman Kaminski die Arbeit selbständig zu Ende und deklarierten die Inszenierung als Gemeinschaftsarbeit. In den kommenden Jahren entwickelte sich Lang zu einem der führenden Schauspiel-Regisseure der DDR. Insbesondere mit seinen Arbeiten am Deutschen Theater zum Ende der 1970er/Anfang der 1980er-Jahre setzte er Maßstäbe für die ästhetische Erneuerung des Theaters. Er entwickelte Formen und Darstellungsweisen, „die sich nicht mehr im Bezugsrahmen des Realismus, schon gar nicht des sozialistischen Realismus bewegten.“ Die Regisseure Benno Besson und Adolf Dresen hatten bereits vor Lang am Deutschen Theater eine Öffnung des Realismus-Konzeptes verfochten; Lang trieb diesen Prozess mit großem Erfolg voran. „Gegen das einheitliche Konzept eines 'sozialistischen deutschen Nationaltheaters' plädierten sie (…) für unterschiedliche Theatermodelle, offene Theaterformen, die Traditionen der Commedia dell’arte und für die Experimente der historischen Avantgarde.“ Alexander Langs Inszenierungen unterschieden sich grundsätzlich vom Konzept des psychologischen Realismus in der Nachfolge Stanislawskis, für den das Deutsche Theater traditionell berühmt war. Seine Arbeiten waren betont artifiziell und unterliefen schon in ihrer äußeren Erscheinungsweise (so durch die abstrakten Bühnenbilder von Volker Pfüller, die häufig weiß geschminkten Schauspieler, einem bis zur Groteske körperbetonten Spiel und dem betont künstlichen Umgang mit der Sprache) jede Vorstellung von Kunst als „Widerspiegelung der Wirklichkeit“.
Alexander Langs Klassiker-Inszenierungen waren für eine grundsätzliche Umwertung des Klassik-Bildes in der Kunst der DDR signifikant. In den Anfangsjahren der DDR wurde kulturpolitisch die Vorbildfunktion der Klassik akzentuiert. Die DDR sollte auf diese Weise in ein geschichtliches Kontinuum des Fortschritts eingebunden und legitimiert werden. Ende der 1970er-Jahre begannen Künstler aller Gattungen, dieses Klassik-Bild zu befragen und kritisch aufzubrechen. So war Langs Inszenierung von Andreas Gryphius’ Horribilicribrifax (1978) der Versuch, das dem Friedensschluss des Dreißigjährigen Krieges gewidmete Stück als Nachkriegs-Stück zu inszenieren. Das Ergebnis konnte sich jedoch beim Publikum nicht durchsetzen. Mit dem gemeinhin als schwierig geltenden Lessing-Drama Miss Sara Sampson gelang ihm jedoch ein wesentlicher Erfolg. Lang interpretierte das Stück als „Demonstration perfider Repression. Moral, Erziehung, Familie und Ehe, Glaube und Harmonie wurden nicht als einendes Band, sondern als tödliche Fessel gezeigt.“ In Ernst Tollers Stück Der entfesselte Wotan mit Christian Grashof in der Titelrolle erprobten der Regisseur und sein Protagonist groteske Stilmittel als Ausdruck eines „Furor teutonicus“, die für Langs Inszenierungen charakteristisch werden sollten. Langs Regiearbeiten waren von der Absicht geprägt, den Schauspieler wieder in das Zentrum der Theaterarbeit zu rücken. Entsprechend wichtig war es für ihn, mit Schauspielern zusammenzuarbeiten, die seine Arbeitsweise kannten und die von Lang gebotenen Freiräume für komödiantische Grenzüberschreitungen und Improvisation klug zu nutzen verstanden. Lang scharte ein Kernensemble von Schauspielern um sich, mit denen er immer wieder arbeitete. Zu ihnen gehörten Christian Grashof, Katja Paryla, Margit Bendokat, Simone von Zglinicki, Michael Gwisdek, Dieter Montag und Roman Kaminski.
Langs Aufstieg in die erste Reihe der DDR-Regisseure verdankte sich insbesondere seinen Klassiker-Inszenierungen. Seine Absicht, eingefahrene Aufführungs-Klischees zu durchbrechen und den viel gespielten Stücken neues Konfliktmaterial und zeitgenössische Assoziationen abzugewinnen, fand einen ersten Höhepunkt mit seiner Inszenierung von Shakespeares Ein Sommernachtstraum (1980, mit Margit Bendokat, Katja Paryla, Roman Kaminski, Dieter Mann, Otto Mellies und anderen). Die Inszenierung widersprach allen Erwartungshaltungen, die durch die romantische Tradition – von Schlegel/Tieck über Mendelssohn Bartholdys Schauspielmusik bis hin zu Max Reinhardts epochemachenden Inszenierungen des Stückes – geprägt waren. Die Aufführung spaltete Publikum und Kritiker; die Reaktionen reichten von euphorischer Zustimmung bis zu absoluter Ablehnung. Lang erzählte statt eines luftigen Feen-Märchens eine Tragikomödie, in der eine Schein-Harmonie mit allen Mitteln der Gewalt erzwungen wird. In den äußerst genauen konzeptionellen Vorarbeiten begründete Lang diese Sicht auf das Stück aus den gesellschaftlichen Umbrüchen der Shakespeare-Zeit. Ihm ging es jedoch nie um Rekonstruktion und „Werktreue“ im Sinne bloßer Text-Exegese: „Die schöpferische Aneignung wird nur dann zu einer lebendigen Auseinandersetzung, wenn die jeweils neue Generation ihre Erfahrungen mit der Erfahrung des Dichters verbinden kann. Das Entscheidende dabei ist die Genauigkeit im Umgang mit dem Dichter und seinem Werk und nicht der vordergründig modische Umsturz einer tradierten Interpretationsgeschichte.“
In Büchners Dantons Tod (1981) überraschte Lang das Publikum mit einem unerwarteten Coup: Er ließ sowohl Danton wie auch seinen Gegenspieler Robespierre von Christian Grashof spielen und zeigte die sich bekämpfenden Vertreter der revolutionären Elite als zwei Seiten ein und derselben Medaille. Das genialisch ausufernde Stück hatte er in eine strenge Form gebracht, die durch das Bühnenbild von Volker Pfüller unterstützt wurde. Weitere Charakteristika der Inszenierung waren ihre an Volkstheatertraditionen geschulte hohe Theatralität, die Reduzierung der Personage auf zwölf Darsteller und die Interpretation der Volksfiguren (dargestellt von Kurt Böwe und Dietrich Körner) als Clowns. Dantons Tod galt in der DDR als „sperriger, höchst suspekter Text“ und wurde selten gespielt. Die „aufsehenerregende Inszenierung“ von Alexander Lang eröffnete nicht nur eine neue Perspektive auf das Stück, sondern „hat durch (ihre) ästhetische Stringenz unterschwellig auch den politischen Diskurs in der DDR befördert.“
Es folgten Heinrich Manns Traurige Geschichte von Friedrich dem Großen (1982), Brechts Die Rundköpfe und die Spitzköpfe (1983) und Christoph Heins Wahre Geschichte des Ah Q (1983). Unter der Intendanz von Dieter Mann folgten dann 1984 das Doppelprojekt aus Goethes Iphigenie auf Tauris (mit Katja Paryla) und Grabbes Herzog Theodor von Gothland (mit Christian Grashof), 1985 die Inszenierung von Johannes R. Bechers Winterschlacht mit einem Vorspiel von Heiner Müller (mit Dieter Mann) und schließlich 1986 eine Trilogie der Leidenschaft, bestehend aus Euripides’ Medea, Goethes Stella und August Strindbergs Totentanz. Zwischendurch hatte er 1984/85 seine erste Gastinszenierung in der BRD vorgelegt, den Don Karlos an den Münchner Kammerspielen.
1981 erhielt Lang den Goethe-Preis der Stadt Berlin, 1985 den Nationalpreis der DDR II. Klasse, 1986 wurde er Mitglied der Akademie der Künste und erhielt den Kritikerpreis der Akademie der Schönen Künste. Seit 1984 war Dieter Mann Intendant des Deutschen Theaters. Er hatte das Doppelprojekt Gothland / Iphigenie gegen die auf Absetzung drängende Berliner Parteileitung verteidigt. Als Alexander Lang größeren Einfluss auf die Ensemblepolitik und eine Dominanz seiner Inszenierungen im Spielplan verlangte, stimmte Dieter Mann jedoch nicht zu. Im Mai 1986 ließ sich Lang für drei Jahre vom Deutschen Theater beurlauben und arbeitete erneut als Gastregisseur an den Münchner Kammerspielen, wo er 1987 als Doppelprogramm Racines Phädra und Kleists Penthesilea inszenierte. Als sein nächstes geplantes Projekt, die Inszenierung des Ring des Nibelungen an der Staatsoper, auf unbestimmte Zeit verschoben wurde, ging Lang 1987 wieder nach München und führte Regie bei Bernard-Marie Koltès’ In der Einsamkeit der Baumwollfelder.
Im Februar 1988 holte ihn Jürgen Flimm ans Thalia Theater nach Hamburg. Lang wurde dort, als Nachfolger von Jürgen Gosch, Schauspieldirektor des Hauses. Seine erste Inszenierung in Hamburg war Goethes Clavigo (1988, mit Michael Maertens), es folgten Rückkehr in die Wüste von Bernard-Marie Koltès und Der Hofmeister von Jakob Michael Reinhold Lenz. Zudem war er 1989 am Nederlands Toneel in Gent als Gastregisseur tätig (Tschechows Drei Schwestern).
Bereits im März 1989 ging Lang nach West-Berlin und wurde Oberspielleiter des Berliner Schillertheaters; gleichzeitig war er (mit Alfred Kirchner, Volkmar Clauß und Vera Sturm) Co-Intendant der Staatlichen Schauspielbühnen Berlin. Am Schillertheater inszenierte Lang 1990 Märchen in Deutschland nach Motiven der Brüder Grimm (mit Bernhard Minetti) und Schillers Die Räuber. 1991 folgten eine erneute Inszenierung von Goethes Iphigenie auf Tauris und Der eingebildete Kranke nach Molière.
Im Sommer 1993 wurde das Schillertheater abgewickelt. Er erhielt eine Abfindung, wie die anderen Mitglieder des Direktoriums, und kehrte ans Deutsche Theater zurück. Dort inszenierte er in der Folge u. a. Klaus Pohls Karate-Billi kehrt zurück (1992), Sophokles’ König Ödipus (1996), Goethes Torquato Tasso (1996) und Jean-François Prévands Voltaire Rousseau (2000, mit Christian Grashof als Voltaire und Lang selbst als Rousseau).
Als Gastregisseur arbeitete er seitdem an der Comédie-Française (Kleists Prinz Friedrich von Homburg, 1994; Lessings Nathan der Weise, 1997; Goethes Faust I, 1999), den Münchner Kammerspielen (Herbert Achternbuschs Der letzte Gast, 1996) und bei den Bregenzer Festspielen. Am Münchner Residenztheater inszenierte er 1998 Tankred Dorsts Wegen Reichtum geschlossen, am Schauspiel Leipzig 2000 Hebbels Die Nibelungen und am Deutschen Nationaltheater in Weimar 2001 den Hamlet. Unter der Intendanz von Volker Hesse folgten mehrere Regiearbeiten am Maxim-Gorki-Theater: Gorkis Nachtasyl (2003), Hanns Heinz Ewers’ Das Wundermärchen von Berlin (2005) und Kleists Der zerbrochne Krug (2006). Als Schauspieler war er dort 2005 in Hesses Inszenierung von Vor Sonnenuntergang zu sehen.
Alexander Lang hatte zwei Söhne und eine Tochter. Aus seiner Lebensgemeinschaft mit der Schauspielerin und Regisseurin Katja Paryla stammt der Sohn Alexej Paryla (* 1969), der als Grafiker und Bühnenbildner tätig ist. Einen weiteren Sohn hatte Lang mit Caroline Neven Du Mont. Er war bis zu ihrem Tod 2008 mit der Dramaturgin Annette Reber verheiratet. Lang starb am 31. Mai 2024 im Alter von 82 Jahren in Berlin.

## Auszeichnung
- 2020: Konrad-Wolf-Preis der Berliner Akademie der Künste[20]

## Theater

### Regie (Auswahl)
- 1976: Georg Hirschfeld: Pauline (Deutsches Theater Berlin – Kammerspiele)
- 1977: Alexander Lang: Das Biest des Monsieur Racine oder Das Wunder der Phantasie (nach der Bildergeschichte von Tomi Ungerer)(Deutsches Theater Berlin)
- 1977: Heiner Müller: Philoktet (Gemeinschaftsarbeit von Lang, Christian Grashof und Roman Kaminski) (Deutsches Theater Berlin, Kammerspiele)
- 1978: Andreas Gryphius: Horribilicribrifax (Deutsches Theater Berlin)
- 1978: Gotthold Ephraim Lessing: Miss Sara Sampson (Deutsches Theater Berlin)
- 1979: Ernst Toller: Der entfesselte Wotan (Deutsches Theater Berlin)
- 1980: William Shakespeare: Ein Sommernachtstraum (Deutsches Theater Berlin)
- 1981: Georg Büchner: Dantons Tod (Deutsches Theater Berlin)
- 1982: Heinrich Mann/Alexander Lang: Die traurige Geschichte von Friedrich dem Großen (Deutsches Theater Berlin, Spielstätte Akademie der Künste)
- 1983: Bertolt Brecht: Die Rundköpfe und die Spitzköpfe (Deutsches Theater Berlin)
- 1983: Christoph Hein: Die wahre Geschichte des Ah Q (Deutsches Theater Berlin, Kammerspiele)
- 1984: Christian Dietrich Grabbe: Herzog Theodor von Gothland, Johann Wolfgang Goethe: Iphigenie auf Tauris (Deutsches Theater Berlin)
- 1985: Friedrich Schiller: Don Carlos (Münchner Kammerspiele)
- 1985: Johannes R. Becher: Winterschlacht (Deutsches Theater Berlin)
- 1986: Trilogie der Leidenschaft: Euripides: Medea, Johann Wolfgang Goethe: Stella, August Strindberg: Totentanz (Deutsches Theater Berlin)
- 1992: Klaus Pohl: Karate-Billi kehrt zurück (Deutsches Theater Berlin)
- 1993: Pierre Corneille: Der Cid (Deutsches Theater Berlin)
- 1994: Heinrich von Kleist: Der Prinz von Homburg, Théâtre Mogador/Comédie-Française
- 1996: Sophokles: König Ödipus (Deutsches Theater Berlin)
- 1999: Frank Wedekind: Karl Hetmann, der Zwergriese (Residenztheater München)
- 2001: Friedrich Hebbel: Die Nibelungen, (Schauspiel Leipzig)
- 2001: William Shakespeare: Hamlet (Deutsches Nationaltheater Weimar)
- 2003: Maxim Gorki: Nachtasyl (Maxim-Gorki-Theater Berlin)
- 2006: Heinrich von Kleist: Der zerbrochne Krug (Maxim-Gorki-Theater Berlin)
- 2007: Carl Sternheim: Bürger Schippel (Hessisches Staatstheater Wiesbaden)

### Schauspieler
- 1966: Max Frisch: Don Juan oder Die Liebe zur Geometrie (Don Juan) – Regie: Wolfram Krempel (Maxim-Gorki-Theater Berlin)
- 1968: Peter Weiss: Viet Nam-Diskurs – Regie: Ruth Berghaus (Berliner Ensemble)
- 1969: Werner Heiduczek: Die Marulas (Franz Goschel) – Regie: Dieter Mann (Deutsches Theater Berlin)
- 1970: Hans Magnus Enzensberger: Das Verhör von Habana (Comandante Guillermo Jiménez) – Regie: Manfred Wekwerth (Deutsches Theater Berlin)
- 1970: Isaak Babel: Maria – Regie: Adolf Dresen (Deutsches Theater Berlin – Kammerspiele)
- 1971: Rolf Schneider: Einzug ins Schloß (Emil) – Regie: Hans-Georg Simmgen (Deutsches Theater Berlin)
- 1972: Friedrich Schiller: Kabale und Liebe (Ferdinand) – Regie: Klaus Erforth/Alexander Stillmark (Deutsches Theater Berlin – Kammerspiele)
- 1973: Ignati Dworetzki: Der Mann von draußen (Parteisekretär) – Regie: Adolf Dresen (Deutsches Theater Berlin)
- 1973: Volker Braun: Die Kipper (Paul Bauch) – Regie: Klaus Erforth/Alexander Stillmark (Deutsches Theater Berlin)
- 1975: Heinrich von Kleist: Der zerbrochne Krug (Ruprecht) – Regie: Adolf Dresen (Deutsches Theater Berlin)
- 1975: Heinrich von Kleist: Prinz Friedrich von Homburg oder die Schlacht bei Fehrbellin (Homburg) – Regie: Adolf Dresen (Deutsches Theater Berlin)
- 1980: Sophokles: Elektra (Aigisthos) – Regie: Friedo Solter  (Deutsches Theater Berlin im Plenarsaal der Akademie der Künste)

## Filmografie
- 1965: Denk bloß nicht, ich heule – Regie: Frank Vogel
- 1969: Der Engel im Visier (TV) – Regie: Lothar Bellag
- 1971: Hut ab, wenn du küsst! – Regie: Rolf Losansky
- 1972: Das Märchen vom alten Arbat (TV)
- 1972: Leichensache Zernik – Regie: Gerhard Klein, dann Helmut Nitzschke
- 1973: Gustav J. (Sprecher)
- 1975: Juno und der Pfau (Theateraufzeichnung)
- 1976: Das Licht auf dem Galgen – Regie: Helmut Nitzschke
- 1980: Solo Sunny – Regie: Konrad Wolf
- 1980: Eine Anzeige in der Zeitung (TV) – Regie: Jurij Kramer
- 1981: Der Leutnant Yorck von Wartenburg (TV) – Regie: Peter Vogel
- 1982: Der Staatsanwalt hat das Wort: Ich bin Joop van der Dalen (Fernsehreihe) – Regie: Peter Vogel
- 1983: Die traurige Geschichte von Friedrich dem Großen (Theateraufzeichnung)
- 1985: Die Rundköpfe und die Spitzköpfe (Theateraufzeichnung)
- 1985: Die Zeit die bleibt
- 1986: Schlachtfelder (Sprecher)

## Hörspiele
- 1972: Hans-Jürgen Bloch: Der Cheffahrer – oder 18 Kapitel über Mathias Motter (Matthias Motter) – Regie: Barbara Plensat (Hörspiel – Rundfunk der DDR)
- 1972: Brüder Grimm: Tischlein deck dich (Hans) – Regie: Dieter Scharfenberg (Kinderhörspiel – Litera)
- 1973: Friedrich Wolf: Der arme Konrad (Herzog) – Regie: Hans-Peter Minetti (Hörspiel – Rundfunk der DDR)
- 1974: Volksbuch: Die Schildbürger (Böttcher, Bürger in Schilda) – Regie: Andreas Scheinert (Kinderhörspiel – Litera)
- 1975: Jules Verne: Die Erfindung des Verderbens (Simon Hart) – Regie: Andreas Scheinert (Kinderhörspiel – Rundfunk der DDR)
- 1976: Lia Pirskawetz: Das Haus am Park (Jacobi) – Regie: Barbara Plensat (Hörspiel – Rundfunk der DDR)
- 1976: Günter Kunert: Ein anderer K. – Regie: Horst Liepach (Hörspiel – Rundfunk der DDR)
- 1980: Ernst-Frieder Kratochwil: Das klare Wort der Schrift, Musik: Volker Bräutigam, Regie: Joachim Staritz, mit Alexander Lang (Müntzer), Günter Zschäckel (Luther) und Fred-Arthur Geppert, verworfene Erstproduktion des Rundfunks der DDR von 1980, blieb als Heimtonband-Kopie erhalten, Erstsendung: 27. Oktober 1998, MDR KULTUR